# Dieudonné Vander Bruggen
Pour les articles homonymes, voir Vander Bruggen.
Dieudonné Vander Bruggen, né le 8 février 1912 à Grammont et mort le 10 juin 2000 dans cette même ville, est un homme politique belge socialiste, membre du BSP.
Vander Bruggen est responsable local de parti et de la mutualité socialiste Bond Moyson.
Il estélu conseiller communal (1959-1976) et échevin de l'État civil (1971-76) de Grammont ; sénateur de l'arrondissement d'Audenarde-Alost (1954-1974).

## Sources
- Bio sur ODIS